# Wasia project
Wasia Project est un groupe de jazz-pop-alternative britannique composé des adelphes Olivia Hardy et William Gao. Le groupe fait ses débuts en 2019 avec le single why don't u love me. Ce single a rapidement été suivi par l'EP (extended play) how can i pretend? sorti en 2020. Quatre ans après la sortie de ce premier EP, le duo annonce la sortie d'un second au cours de l'été 2024, celui-ci nommé Isotope.
Olivia est la chanteuse principale du groupe, tandis que Will l'accompagne au piano. Le duo est accompagné par Luca Wade, batteur, et Tom Pacitti, bassiste.

## Discographie

### EP
| Titre de l'EP      | Date de sortie | Label          | Titre des musiques                   |
| ------------------ | -------------- | -------------- | ------------------------------------ |
| how can i pretend? | 10 mai 2022    | LAOLAO Records | why don't u love me? (ré-enregistré) |
| how can i pretend? | 10 mai 2022    | LAOLAO Records | ur so pretty                         |
| how can i pretend? | 10 mai 2022    | LAOLAO Records | impossible                           |
| how can i pretend? | 10 mai 2022    | LAOLAO Records | how can i pretend?                   |
| ISOTOPE            | 29 août 2024   | AWAL Records   | Is This What Love Is?                |
| ISOTOPE            | 29 août 2024   | AWAL Records   | Takes Me Back Home                   |
| ISOTOPE            | 29 août 2024   | AWAL Records   | Isotope                              |
| ISOTOPE            | 29 août 2024   | AWAL Records   | Somebody Come Through                |
| ISOTOPE            | 29 août 2024   | AWAL Records   | To Get Better                        |
| ISOTOPE            | 29 août 2024   | AWAL Records   | ...                                  |
| ISOTOPE            | 29 août 2024   | AWAL Records   | Tell me Lies (fin)                   |

### Singles
| Titre                  | Date |
| ---------------------- | ---- |
| why don't u love me    | 2019 |
| Burning Eyes R Calling | 2020 |
| U Deserve              | 2020 |
| Misfit Biscuit         | 2020 |
| My Vine                | 2022 |
| Petals on the Moon     | 2023 |
| My Lover is Sleeping   | 2023 |
| Remember When          | 2023 |
| Is This What Love Is?  | 2024 |
| Takes Me Back Home     | 2024 |

## Tournées
Le groupe accompagne à travers l'Europe l'artiste britannique Tom Odell lors de sa tournée Black Friday Tour en 2024. À la suite de cela, ils effectuent la première partie de certaines dates de la tournée Bewitched: the Goddess Tour de l'artiste islandaise Laufey en Amérique.
Le groupe joue également au Montreux Jazz Festival en juillet 2024.
En avril 2024, le groupe annonce sa première tournée européenne solo, début novembre 2024, comprenant 5 dates (à Berlin, Cologne, Bruxelles, Paris et Amsterdam).
En mai 2024, ils annoncent une tournée nord-américaine de septembre à octobre 2024, comprenant 15 dates.
En août de la même année, le groupe annonce une tournée au Royaume-Uni, The Isotope Tour pendant le mois de novembre, comprenant 7 dates.